# Eugène Flagey
Eugène Flagey (Chimay, 26 décembre 1877 - Ixelles, 3 décembre 1956) est un homme politique belge, avocat, député libéral et bourgmestre d'Ixelles entre 1935 et 1955.

## Biographie
Eugène Alexandre Louis Étienne Flagey, né à Chimay, 26 décembre 1877, est le fils d'Eugène Flagey, comptable et négociant et de Marie Louise Sebille. Le 17 septembre 1900, il épouse à Habay-la-Neuve Elvire Motus.
Il fait des études primaires à l'école communale de Chimay et secondaires à l'athénée de Chimay. Ensuite, Eugène Flagey fait des études de droit à l'Université libre de Bruxelles dont il sort diplômé en 1901. Il entre au barreau de Bruxelles la même année et y reste jusqu'en 1951. Il plaide comme avocat à la Cour d'appel de Bruxelles.
Il est élu conseiller communal de la commune d'Ixelles en 1903 et conservera son mandat jusqu'à son décès en 1956. En 1921, on lui confie l'échevinat de l'Instruction publique et des Beaux-Arts. Il crée le lycée communal de jeunes filles qui, repris par l'État belge, devient l'Athénée royal d'Ixelles pour jeunes filles. Il devient bourgmestre d'Ixelles en 1935.
Il est élu député de Thuin à la Chambre des représentants de 1921 à 1925. Il est sénateur de Bruxelles de 1938 à 1946. Il quitte son mandat de sénateur pour se consacrer à plein temps à sa commune.
Passionné d'art et de culture, il fonde et préside l'Académie Jehan Froissart à Chimay et crée en 1946 la Maison des écrivains (à la chaussée de Wavre 150 à Ixelles) où s'installe l'Association belge des Écrivains belges de langue française et le Musée Camille Lemonnier. Ce musée accueille le cabinet de travail de Camille Lemonnier reconstitué à l'identique (tel qu'il existait au décès de celui-ci dans sa maison sise rue du Lac n°25 à Ixelles), sa bibliothèque, ses collections d'œuvres d'art, une salle de documentation rassemblant les livres, périodiques, traductions et les ouvrages se rapportant à l'écrivain.
Il a également été président du Club des 33.
En 1955, il quitte ses fonctions de bourgmestre d'Ixelles après 20 ans de mayorat.
À la suite de son décès à Ixelles le 3 décembre 1956, il est inhumé au cimetière d'Ixelles.

## Publications
- Les pensions ouvrières : le parti libéral et les travailleurs, éd. Van Buggenhoudt, Bruxelles, 1905.

## Hommages et distinctions
En 1937, un pan de la place Sainte-Croix lui fut dédié et baptisé en son honneur place Eugène Flagey.
Une plaque commémorative placée sur la façade du Victory House indique qu'il a eu une carrière de 50 ans au service de la commune en tant que conseiller communal, échevin, pour terminer sa carrière à la fonction de bourgmestre.
Les distinctions suivantes lui ont été décernées :
- Grand officier de l'ordre de la Couronne (Belgique) ;
- Grand officier de l'ordre de Léopold II en 1952 (Belgique) ;
- Commandeur de l'ordre de Léopold avec rayure d'or (Belgique) ;
- Croix civique de première classe (Belgique) ;
- Grand officier de la Légion d'honneur (France) ;
- Grand-croix de l'ordre de l'Étoile Noire du Bénin ;
- Grand-croix de l'ordre du Nicham-Iftikar (Tunisie) ;
- Grand officier de l'ordre de la Couronne de chêne (Luxembourg) ;
- Grand officier de l'ordre de Vasa (Suède) ;
- Commandeur de l'ordre du Mérite (Italie).